# Paul E. Harney

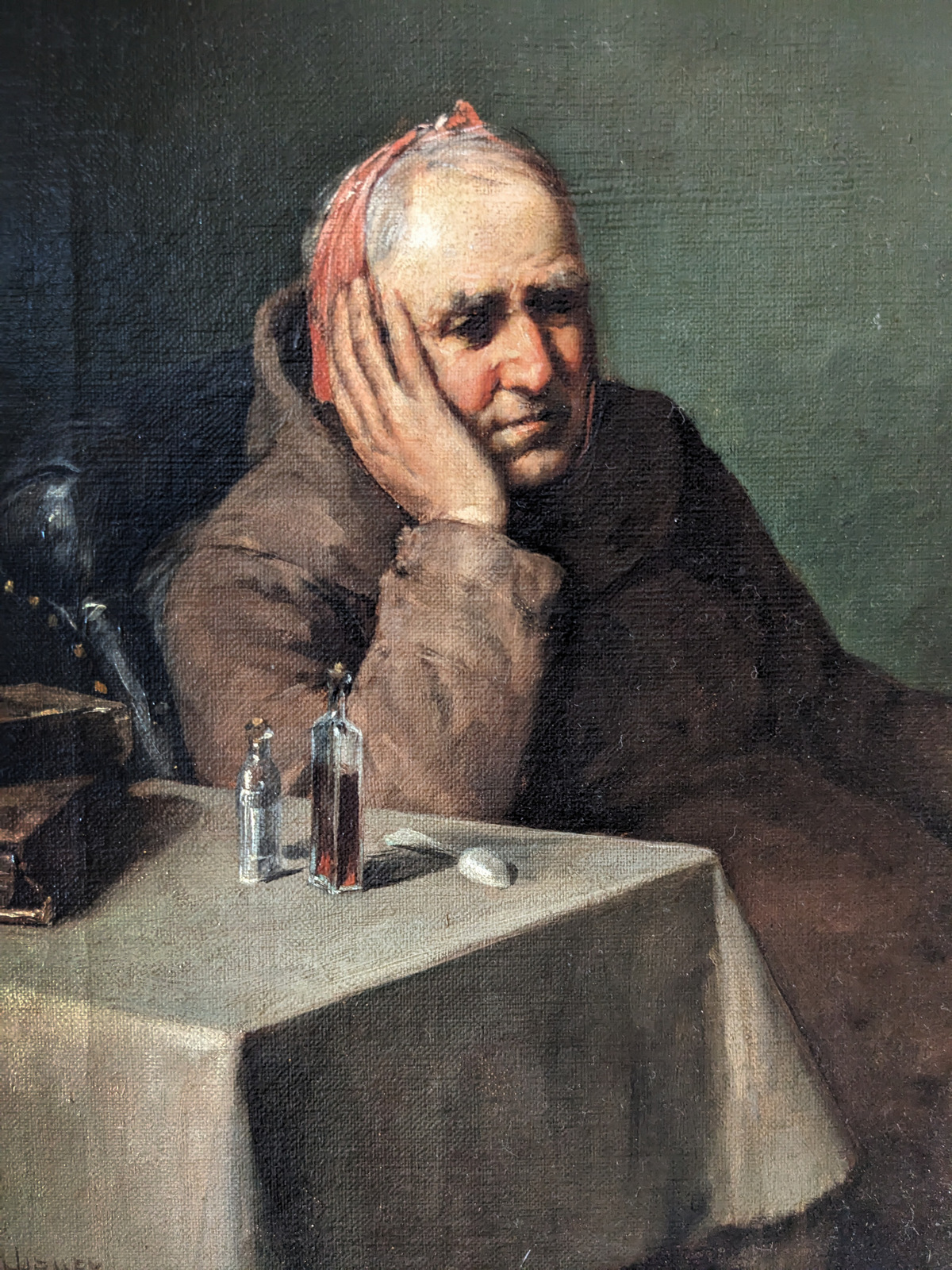
Paul E. Harney: Toothache (Zahnschmerzen), 1896

Paul Edward Harney, Jr. (* 21. Oktober 1850 in New Orleans, Louisiana; † 27. November 1915 in Lemay, Missouri) war ein US-amerikanischer Maler und Kunstpädagoge.

## Leben
Paul Harney war Schüler von Albon Jasper Conant, der für seine Porträts von Abraham Lincoln bekannt ist. Paul Harney studierte an der National Academy in New York und an der Königlichen Akademie in München bei Ferdinand Barth und Wilhelm von Lindenschmit. Später unterrichtete er an der St. Louis School of Fine Art. Paul Harney war Mitglied der St. Louis Artists Guild und der Society of Western Arts. Seine Werke befinden sich im Crocker Art Museum in Sacramento, Kalifornien, und des Panhandle Plains Historical Museum in Canyon, Texas.
Er war verheiratet mit Emma Stewart. Das Paar hatte vier Kinder: Howard (1880–1907), Paul (1884–1906), Estelle (1887–1907) und Eliot S., der 1891 im Kindesalter starb. Nach dem Tod seiner Familie zog sich Paul Harney zunehmend aus dem gesellschaftlichen Leben zurück und widmete sich ausschließlich der Malerei. Zu seinen bevorzugten Motiven gehörten Hühnerbilder und Darstellungen von Mönchen. Trotz seiner künstlerischen Begabung fehlte ihm ein ausgeprägter Geschäftssinn, so dass seine Werke zu Lebzeiten oft unter Wert verkauft wurden.

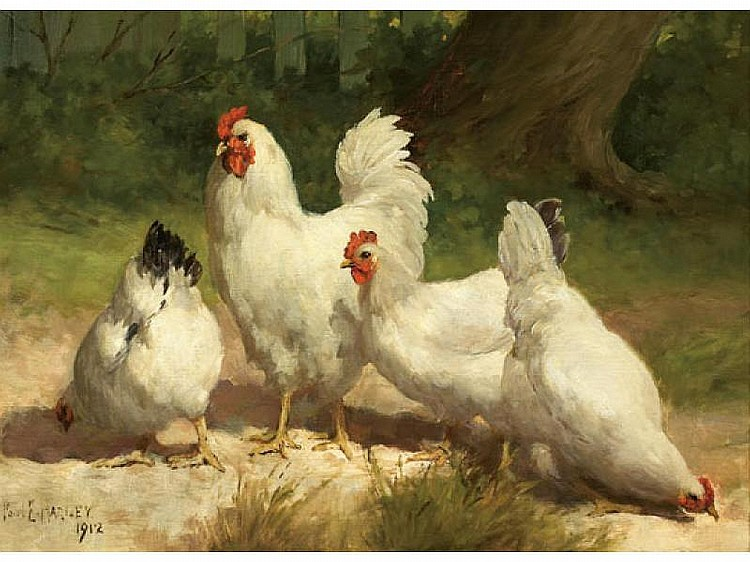
Paul E. Harney: Chickens, 1912

Paul Harney war auch in der Freimaurerloge aktiv und gehörte dem Ritterorden der Tempelritter an. Seine künstlerische Arbeit wurde bis in seine späten Jahre geschätzt. Unter anderem unterstützte er den alternden Maler A. J. Conant bei der Fertigstellung von Werken, die später unter seinem Namen veröffentlicht wurden. Diese Episode diente als Grundlage für eine spätere Filmproduktion, von der Paul Harney erst nach deren Veröffentlichung erfuhr. Nach langer Krankheit und mehreren Operationen starb Paul E. Harney 1915 in St. Louis. Er wurde im Kreise seiner Familie auf dem Oakwood Cemetery beigesetzt. Viele seiner Gemälde befinden sich in Privatsammlungen in St. Louis.